# أنطوان بلانشارد
أنطوان بلانشارد (بالفرنسية: Antoine Blanchard)‏ هو رسام فرنسي، ولد في 15 نوفمبر 1910 في باريس في فرنسا، وتوفي بنفس المكان في 10 أغسطس 1988.

## وصلات خارجية
- الموقع الرسمي